# Dassault Falcon 900
O Dassault Falcon 900 é um avião civil a jato fabricado pela companhia francesa Dassault Aviation. Possui 3 motores instalados no cone de cauda e em seu projeto a regra de área (comumente conhecida por regra da garrafa de coca-cola) foi amplamente utilizada, dando a esse jato um aspecto único.